# Mälby, Roslags-Kulla socken

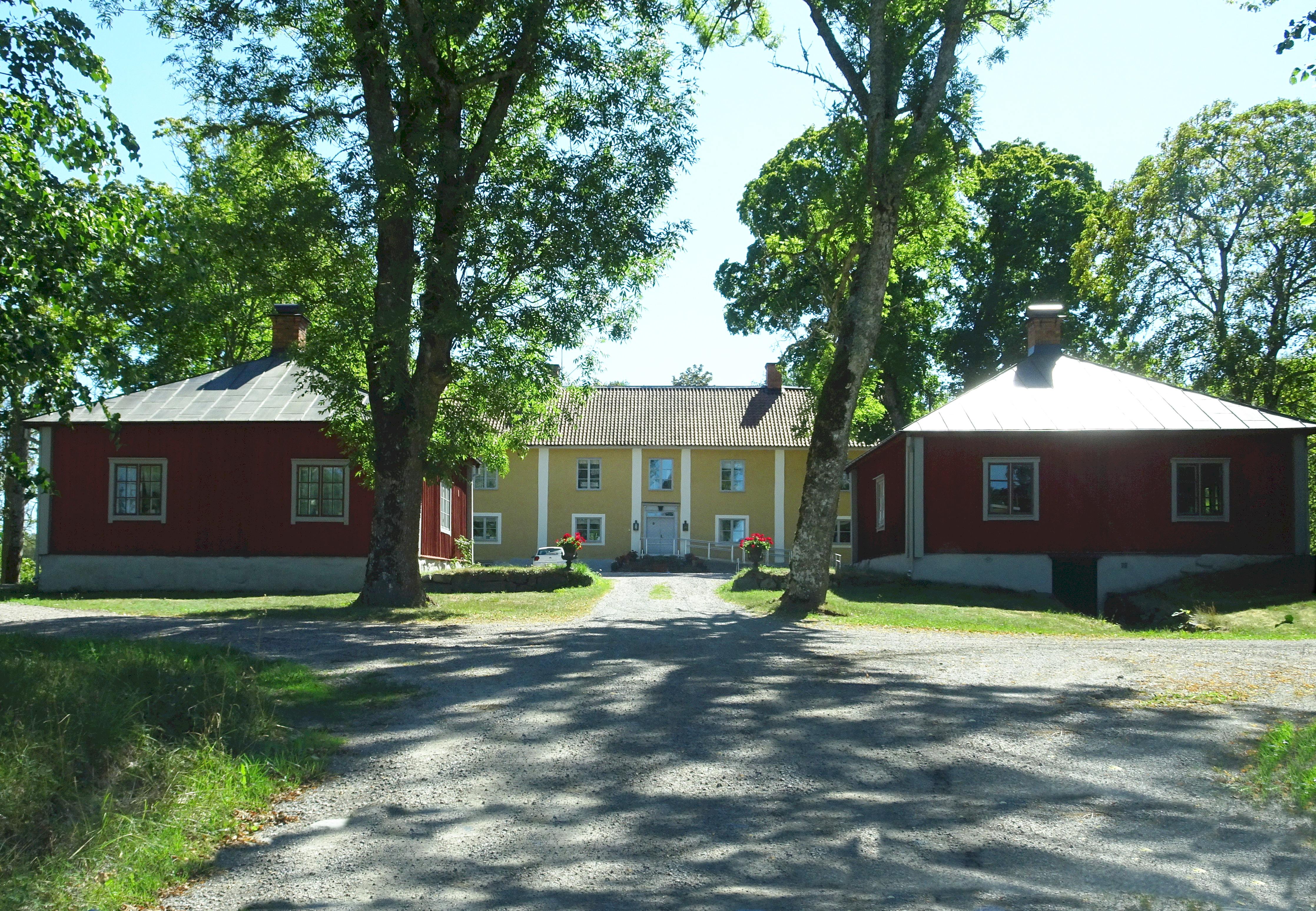
Mälby huvudbyggnad och flyglar, 2018.

Mälby herrgård är ett tidigare säteri i Roslags-Kulla socken, Österåkers kommun, Stockholms län. På Mälbys ägor anlades Vira bruk på 1630-talet. Mälby utgjorde tillsammans med intill liggande Östanå slott ett numera avvecklat fideikommiss.

## Historik

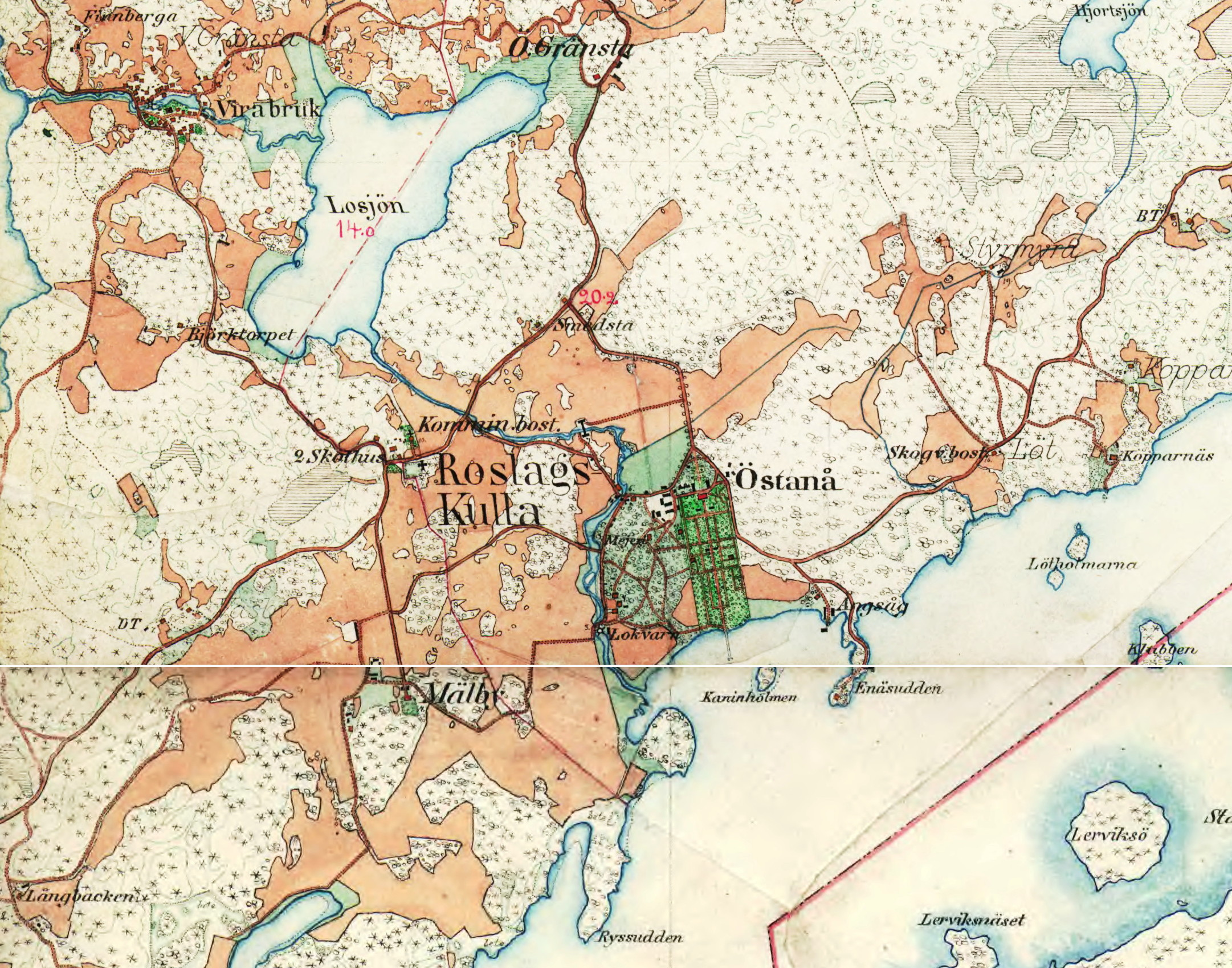
Roslags-Kulla, Vira bruk, Östanå slott och Mälby gård på Häradsekonomiska kartan från omkring år 1900.

Den första som skrev sig på Mälby var riksrådet amiral Clas Larsson Fleming. Tillsammans med intilliggande Väsby bildade han omkring 1625 ett säteri. Inom egendomens gränser rymdes även den övre halvan av Wira som under Fleming skulle bli vapensmedjan Vira bruk. Fleming insåg vilka möjligheter som här fanns i form av vattenkraft och närheten till Östersjön. Han smugglade hit skickliga hantverkare från ”knivstaden” Solingen i Tyskland och startade tillverkning av värjor och svärd för den svenska armén. Efter Flemings död skrev sig hans son Lars Claesson Fleming på Mälby. Han drabbades av Karl XI:s reduktion med kunde inlösa egendomen genom försäljning av i riket spridda frälse-skattehemman som han ägde. 
Mälby stannade sedan i släkten Fleming, bland dem Erik Axelsson Fleming (1690-1738). Efter honom tillhörde Mälby och Vira bruk ärkebiskopen Samuel Troilius vars stärbhus 1765 sålde egendomen till Eva Maria von Schantz vars son major Christian Robert von Schantz fungerade som brukets driftledare. Gården och bruket förvärvades 1783 av kommerserådet Simon Bernhard Hebbe som även ägde granngården Östanå slott samt Tynnelsö slott i Mälaren. År 1800 bildade han ett fideikommiss av Östanå och Mälby. Därefter är historiken för Mälby samma som för Östanå. 
Bland ägarna under 1800-talet märks Christina Hebbe, och hennes make, överintendenten Carl Fredrik Fredenheim samt Erik Gustaf Boström, som var Sveriges statsminister 1891–1900 och 1902–1905. Sista ägare av fideikommisset Östanå / Mälby var familjen Boström som sålde Östanås byggnader år 2006 men behöll Mälby.

## Mälby idag
Mälby representerar idag en enkel herrgårdsanläggning. Huvudbyggnaden är ett putsat hus i två våningar under ett sadeltak. Mot norr flankeras huvudbyggnaden av två fristående flyglar. Norr om huvudbyggnaden ligger djurstallarna och norr om dem finns spår efter en större loge som med ytterligare ekonomibyggnader bildade ett gårdsrum. Väster om huvudbyggnaden ligger tidigare arbetarbostäder och ett äldre sädesmagasin. Östanå slottsbyggnad med flyglar och närmast tillhörande markområde är numera avstyckat från Östanå gods och Mälby gård fungerar som mangård för Mälbys och Östanås jordbruk som drivs av medlemmar i familjen Boström.

## Bilder

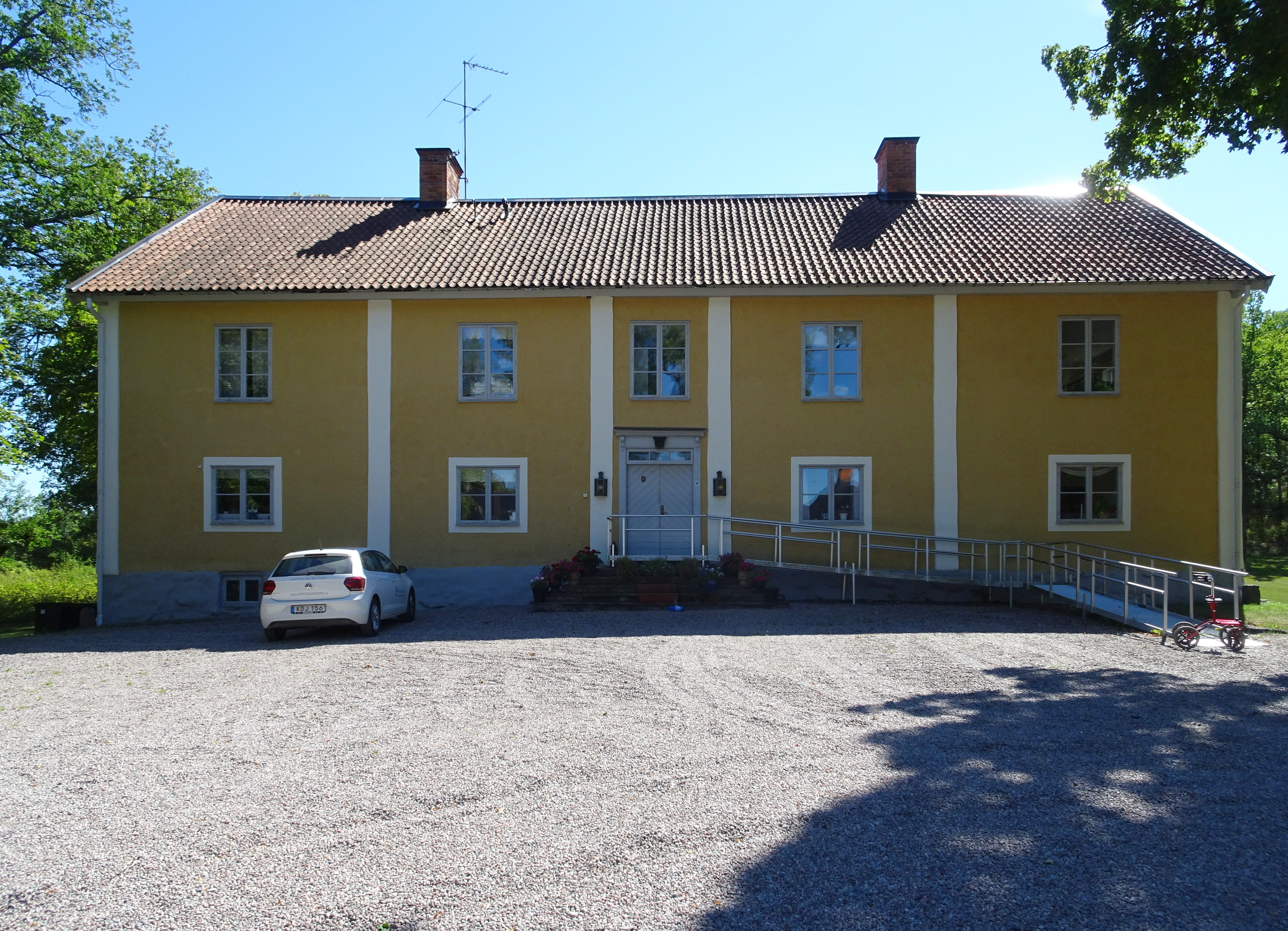
Huvudbyggnad
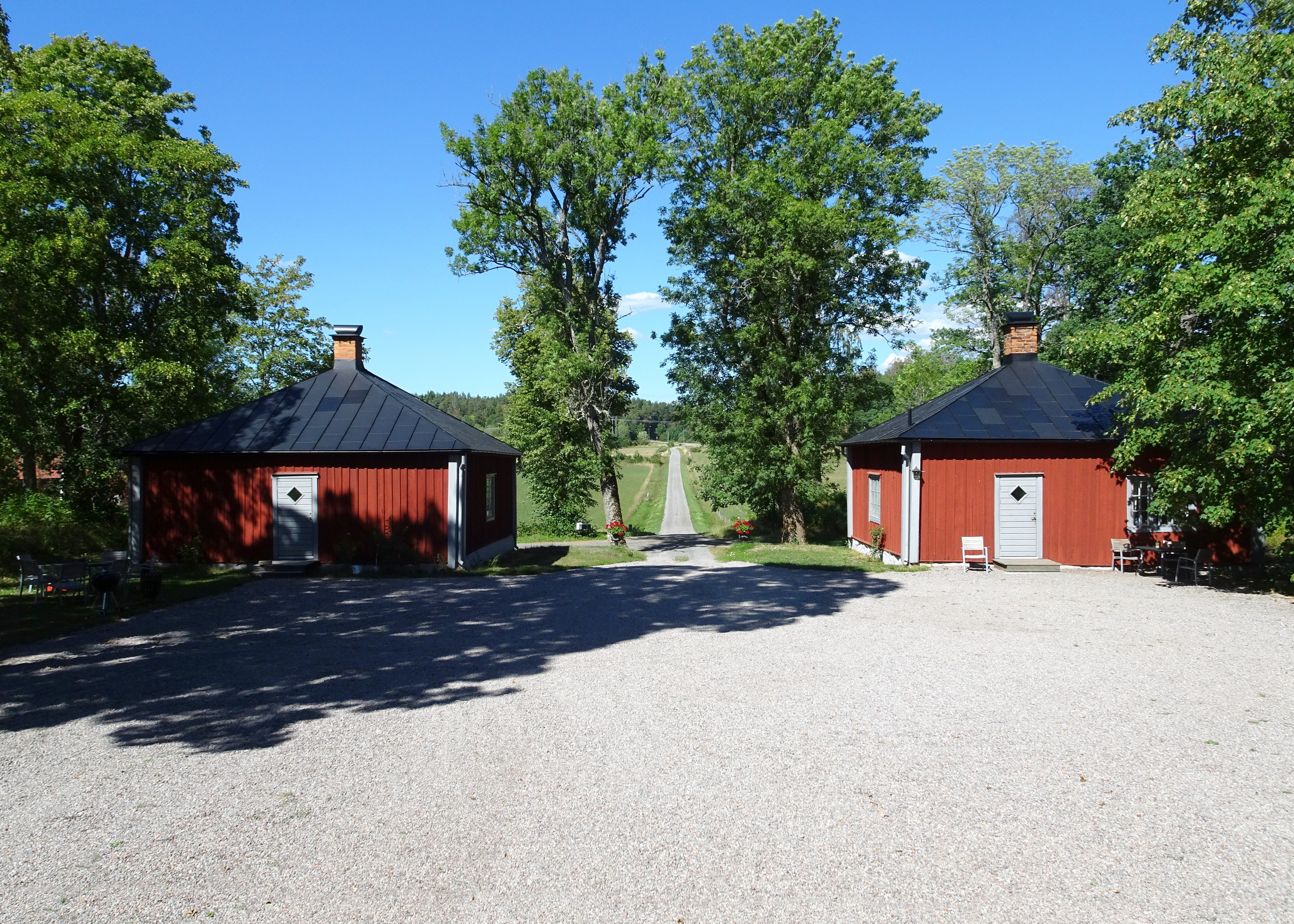
Flyglar
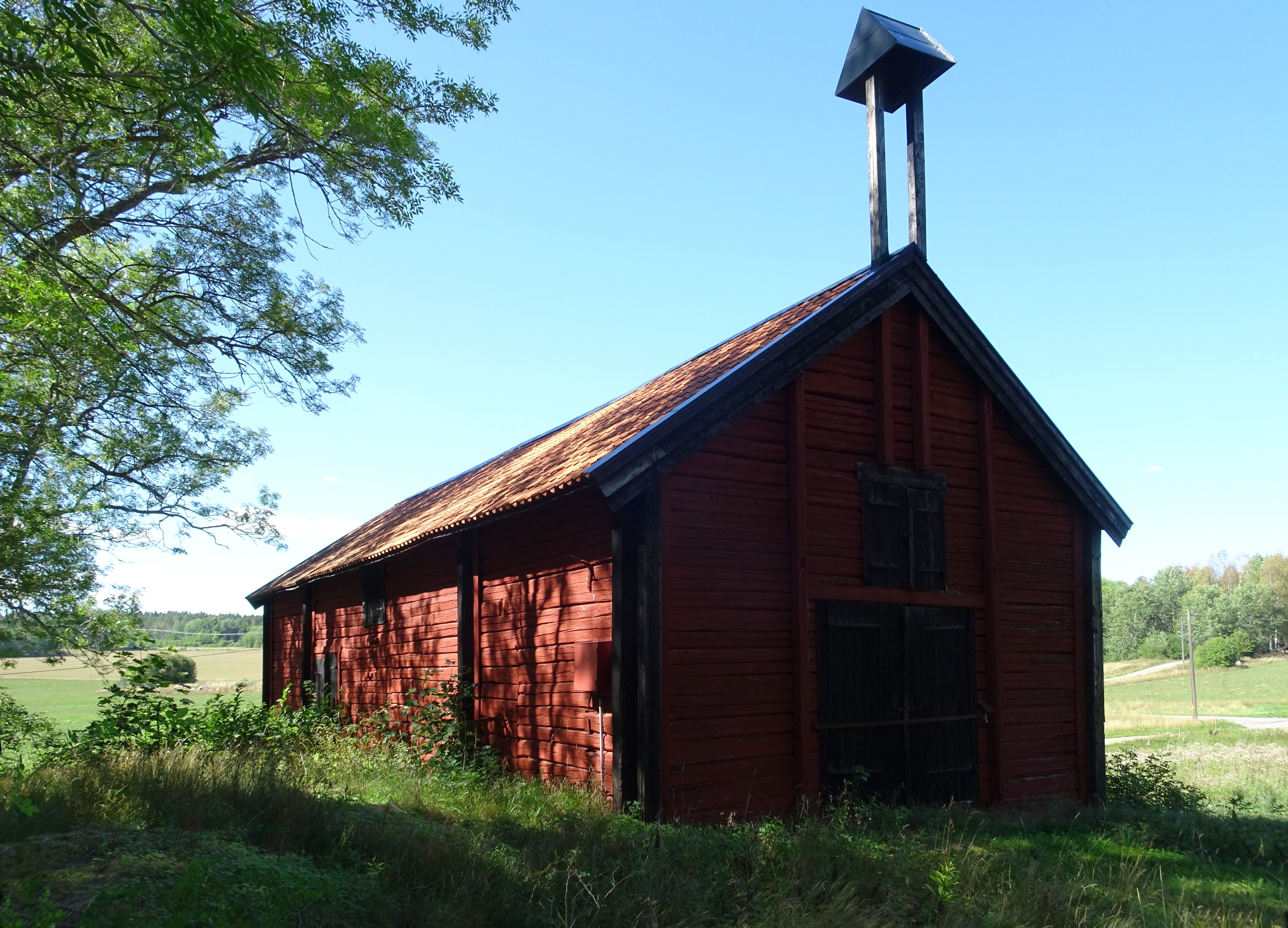
Lada
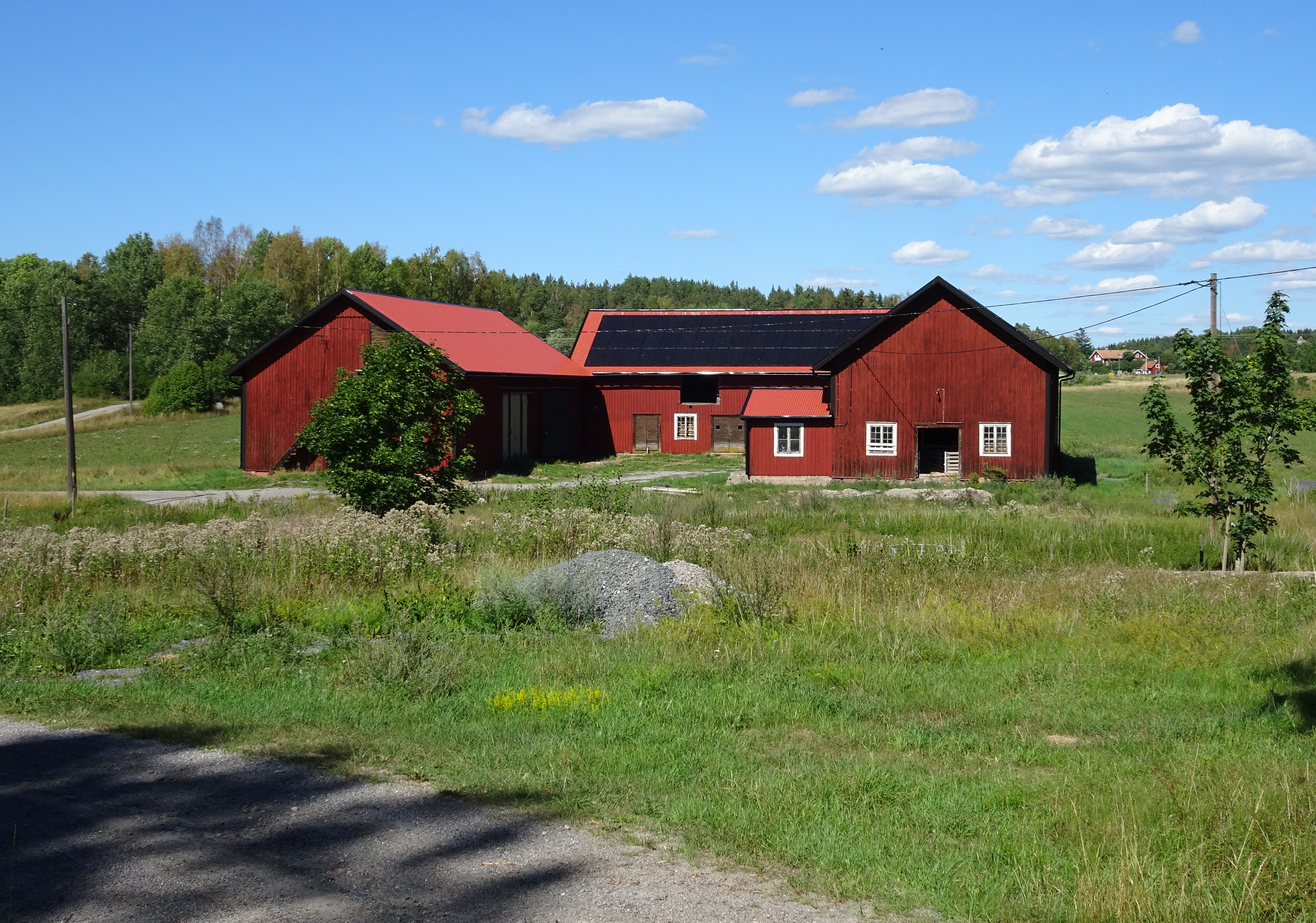
Ekonomibyggnader